# 秦野警察署
秦野警察署（はだのけいさつしょ）は、神奈川県警察が管轄する警察署の一つである。

## 概要
相模方面本部隷下、第五方面に属する中規模警察署であり、署長の階級は警視。識別章所属表示はGE。
居住人口およそ16万人の秦野市全域の治安を担う。丹沢山系の護り手であることから当署では山岳救助隊が編成される。
管轄区域内に指定暴力団稲川会系組事務所が存在する。

## 所在地
- 神奈川県秦野市新町5番5号

## 管轄区域
- 秦野市
  - 管轄面積：103.61km2

## 沿革
- 1868年（明治元年）頃 - 曽屋村（現在の秦野市本町地区）には伊セ原警察署秦野分署が設置されていた[1]。
- 1876年（明治9年）
  - 6月3日 - 曽屋村の大火により焼失。乳牛地区の天徳寺に臨時の事務所を設置[1]。
  - 10月 - 曽屋村2377に小田原警察署曽屋巡査屯所として開署[2][3]。
- 1877年（明治10年）12月 - 内務省達により小田原署曽屋分署に改称[2][4]。
- 1878年（明治11年）5月 - 新庁舎落成[3]。
- 1887年（明治20年）１月 - 小田原警察署から分離独立して大住郡警察署が発足[5]し、大住郡警察署曽屋分署になる。大住郡のうち29ヶ村を管轄[6][7]。
- 1889年（明治22年）4月1日 - 曽屋村、上大槻村等が合併して大住郡秦野町が発足。
- 1893年（明治26年）12月 - 警察区画改正の県令により大磯警察署秦野分署になる[2][4]。秦野町、東西南北秦野村と大根村を管轄[3][8]。
- 1923年（大正12年）9月1日 - 関東大震災により秦野分署全焼[4]。当日は警察庁舎裏の空き地を仮の警察署とし、翌朝に曽屋小学校に移動して同時に避難所とした[1]。
- 1926年（大正15年）6月 - 分署廃止勅令により秦野警察署に昇格[2]。
- 1945年（昭和20年）9月17日 - 終戦に伴い進駐軍平塚駐留部隊の一部20名が秦野に移駐し、翌年1月17日まで4か月滞在。当初の10日間は警察署の2階に宿泊し、その後は横浜興信銀行（後の横浜銀行）秦野片町支店を接収した。撤退後は小田急大秦野駅（現・秦野駅）前と秦野橋（大川橋）に歩哨所が置かれた[9][10]。
- 1948年（昭和23年）[9]
  - 3月5日 - 秦野町・南秦野町で自治体警察設立の条例がそれぞれ可決（発足日は不詳）。秦野町警察署（秦野町曽屋2377、中西地区署の2階）、南秦野町警察署（南秦野町今泉598、南秦野町役場の2階）が設立される[11]。
  - 3月7日 - 警察法施行。従来の秦野警察署は国家地方警察神奈川県中西地区警察署に改称し、東西北秦野村と大根、土沢、旭、金目村を管轄[3]。
  - 5月31日 - 秦野町議会で南秦野町との警察合併の動議が可決。
  - 7月28日 - 南秦野町議会でも合併の議案が可決。
- 1949年（昭和24年）
  - 1月1日 - 両町の警察が合併し、組合警察となり名称が秦野警察署になる[12]。
  - 6月 - 組合警察が新庁舎に移転（南秦野町今泉77-1）。
- 1951年（昭和26年）[9]
  - 8月30日 - 財政上の問題から、秦野町議会で組合警察を維持しないことについての住民投票の実施を可決。
  - 9月6日 - 南秦野町議会でも同議案を可決。
  - 10月1日 - 住民投票の結果を受けて自治体警察の秦野警察署を廃止し、管区を国家警察中西地区警察署に移管。秦野地区警察と改称[2][3][11]。
- 1954年（昭和29年）7月1日 - 警察法の改正に伴い、神奈川県警察が発足[2]。神奈川県秦野警察署となる。
- 1955年（昭和30年）1月1日 - 秦野市が発足。
- 1963年（昭和38年）
  - 3月 - 鉄筋コンクリート3階建ての新庁舎が完成（桜町1-4-6、現在の桜町交番の位置）[2]。
  - 4月27日 - 移転[9]。
- 2005年（平成17年）4月1日 - 新庁舎が完成、移転（新町5-5）[6]。
- 2022年（令和4年）3月31日 - 南矢名交番を廃止[13]。

## 組織
- 署長（警視）
- 副署長（警視）
- 警務課 - 警務係、住民相談係
- 留置管理課（平成28年度新設） - 管理係
- 会計課 - 会計係
- 生活安全課 - 防犯少年係、経済保安係
- 地域課（警ら用無線自動車3台、小型警ら車9台） - 地域企画係、地域第一係、地域第二係、地域第三係
- 刑事課 - 刑事総務係、強行犯係、知能犯係、盗犯係、鑑識係、知能暴力国際犯係、薬物銃器対策係
- 交通課 - 交通総務係、交通捜査係、交通指導係
- 警備課 - 警備係

（8課体制）
※「神奈川県警察の組織に関する規則（昭和44年神奈川県公安委員会規則第2号）」を参考にした。

## 交番・駐在所
- 秦野駅前交番 - 秦野市大秦町1番11号
- 渋沢交番 - 秦野市曲松2丁目2番18号
- 鶴巻交番 - 秦野市鶴巻1413番地の5
- 東海大学駅前交番 - 秦野市南矢名1丁目13番22号
- 南が丘交番 - 秦野市立野台2丁目7番地の1
- 桜町交番 - 秦野市桜町1丁目4番6号

### 廃止された交番
- 南矢名交番　秦野市南矢名947番地3 - 東海大学駅前交番に統合され2022年３月末廃止[14]

## 駐在所
- 斉ヶ分駐在所 - 秦野市曽屋5819番地の18
- 名古木駐在所 - 秦野市名古木3番地の2
- 東田原駐在所 - 秦野市東田原1038番地の7
- 菩提駐在所 - 秦野市菩提459番地の1
- 戸川駐在所 - 秦野市戸川1114番地の2
- 堀西駐在所 - 秦野市堀西919番地の8
- 菖蒲駐在所 - 秦野市菖蒲1138番地の5

## 派出所
- 丹沢臨時警備派出所 - 秦野市戸川1,470番地の3

## 自動車ナンバー自動読取装置（Nシステム）
- 秦野市平沢（国道246号）
- 秦野市西大竹（県道71号）

## 主な未解決事件
- 栄町における酒店女性店主に対する強盗致傷事件